# Marc Cartes
Marc Cartes Ivern (Andorra la Vieja, 12 de septiembre de 1970) es un actor de cine, teatro y televisión andorrano.

## Biografía y carrera
Entre 1980 y 1987 formó parte de la compañía teatral Els Emprius y su carrera artística comenzó en 1992 con su participación en la película No et tallis ni un pèl (en español, No te cortes ni un pelo). Empezó a ser conocido entre el público catalán gracias a sus papeles de protagonista en diferentes series de TV3.
Sus papeles principales han sido el de Jaume en la serie Poblenou, el de Salvador Borés en Laberint d'ombres, el del veterinario Julià en Ventdelplà y el del detective privado Moreno en Kubala, Moreno i Manchón, todas ellas de TV3.

## Filmografía

### Teatro
| Obra                           | Compañía    | Otros                            |
| ------------------------------ | ----------- | -------------------------------- |
| L'hotel dels gemecs            | Els Esprius |                                  |
| Diumenge                       |             | Dirigida por Teresa Vilardell    |
| Nit de nits                    | Comediants  |                                  |
| Estimat Bruce Springsteen      |             | Dirigida por Teresa Vilardell    |
| El cas de la torxa olímpica    | La Trepa    |                                  |
| Aladí i la llàntia meravellosa | La Trepa    |                                  |
| El cercle de guix              | La Trepa    |                                  |
| Fum, fum, fum                  |             | Dirigida por Josep Maria Mestres |
| El mercader de Venècia         |             | Dirigida por Sergi Belbel        |
| L'estiueig                     |             | Dirigida por Sergi Belbel        |
| L'hostalera                    |             | Dirigida por Sergi Belbel        |

### Televisión
| Año             | Serie                                      |
| --------------- | ------------------------------------------ |
| 1994            | Poblenou                                   |
| 1994            | Oh! Europa                                 |
| 1995            | Pedralbes centre                           |
| 1996            | Rosa, punt i a part                        |
| 1996            | Oh! Espanya                                |
| 1997            | Le grand Batre                             |
| 1998            | Laberint d'ombres                          |
| 1999            | Plats bruts                                |
| 2000            | El cor de la ciutat                        |
| 2001            | Carles, princep de Viana                   |
| 2001            | Temps de silenci                           |
| 2002            | Majoria absoluta                           |
| 2003            | La dona de gel                             |
| 2004            | De moda                                    |
| 2005-2010       | Ventdelplà                                 |
| 2007            | La forastera                               |
| 2008            | A Mariñeira                                |
| 2008            | 700 euros, diario secreto de una call girl |
| 2010            | Botons                                     |
| 2011-2012       | Kubala, Moreno i Manchón                   |
| 2014            | 1714. El preu de la llibertat              |
| 2015            | Cites                                      |
| 2017-Actualidad | Com si fos ahir                            |

### Cine
| Año  | Película            | Director          |
| ---- | ------------------- | ----------------- |
| 1992 | No et tallis un pèl | Francesc Casanova |
| 2004 | Amor idiota         | Ventura Pons      |
| 2006 | Animals ferits      | Ventura Pons      |
| 2009 | A la deriva         | Ventura Pons      |
| 2009 | Ens veiem demà      | Xavier Berraondo  |

## Premios y reconocimientos
En 1987 ganó el premio al mejor actor secundario en el Festival de Teatro Amateur de Sitges.